# Механическое расщепление
Механическое расщепление — метод получения тонких плёнок кристаллов. Применяется к кристаллам со слоистой структурой, где слабые межплоскостные связи позволяют разделить объёмный кристалл на серию плёнок вплоть до толщины постоянной решётки (для сложных соединений типа MoS2) или атомарной в случае с графитом.

## Примеры соединений
Метод отшелушивания является довольно простым и гибким, поскольку позволяет работать со всеми слоистыми кристаллами, то есть теми материалами, которые представляются как слабо (по сравнению с силами в плоскости) связанные слои двумерных кристаллов. Этот метод можно использовать для получения двумерных кристаллов: α-BN, MoS2, NbSe2, Bi2Sr2CaCu2Ox и т. д.

## Графен
Механическое расщепление, благодаря своей простоте, позволило сотням лабораторий по всему миру начать широкомасштабные исследования свойств графена. Механическое расщепление с помощью липкой ленты использовалось в самой первой работе 2004 года. Этот метод заключается в последовательном расслоении кристалла графита с использованием клейкой ленты на всё более тонкие чешуйки и осаждение получившихся плёнок на подходящую подложку. Источником графита служит однородные и обладающие высокой кристалличностью натуральный графит, киш-графит или высокоориентированный пиролитический графит. Для подложки в самых первых работах использовался окисленный кремний с толщиной диоксида кремния 300 нм. Несмотря на существенные недостатки этого метода: малый выход, низкая производительность и сложность в отыскании кристаллов графена около 10 μм на подложке размером 1 см, этот метод остаётся единственным для получения образцов с рекордной подвижностью носителей тока, пригодных для транспортных измерений.

## Список литературы
- Елецкий А. В., Искандарова И. М., Книжник А. А., Красиков Д. Н. Графен: методы получения и теплофизические свойства // УФН. — 2011. — Т. 181. — С. 227—258. — doi:10.3367/UFNr.0181.201103a.0233.
- Новосёлов К. С. Графен: материалы Флатландии // УФН. — 2011. — Т. 181. — С. 1299—1311. — doi:10.3367/UFNr.0181.201112f.1299.
- Novoselov K. S., Geim A. K., Morozov S. V., Jiang D., Zhang Y., Dubonos S. V., Grigorieva I. V., Firsov A. A. Эффект поля в атомарно тонких углеродных плёнках (англ.) = Electric Field Effect in Atomically Thin Carbon Films // Science. — 2004. — Vol. 306. — P. 666—669. — doi:10.1126/science.1102896. — arXiv:cond-mat/0410550.
- Andrei E. Y., Li G., Du X. Электронные свойства графена: взгляд со стороны сканирующей туннельной микроскопии и магнетотранспорта (англ.) = Electronic properties of graphene: a perspective from scanning tunneling microscopy and magnetotransport // Rep. Prog. Phys.. — 2012. — Vol. 75. — P. 056501. — doi:10.1088/0034-4885/75/5/056501. — arXiv:1204.4532.